# Aeródromo de Saint Ferdinand
El Aeródromo de Saint Ferdinand es un aeródromo que se encuentra localizado muy cerca de Saint Ferdinand, en Quebec (Canadá). Posee una ligera pendiente hacia abajo y está situado en las cercanías de un lago.
- Datos: Q3912816